# Rhacocleis distinguenda
Rhacocleis distinguenda är en insektsart som beskrevs av Werner 1934. Rhacocleis distinguenda ingår i släktet Rhacocleis och familjen vårtbitare. Inga underarter finns listade i Catalogue of Life.